# Costus oligophyllus
Costus oligophyllus är en enhjärtbladig växtart som beskrevs av Karl Moritz Schumann. Costus oligophyllus ingår i släktet Costus och familjen Costaceae. Inga underarter finns listade.